# Visita di papa Francesco alle Istituzioni Europee a Strasburgo 2014
Per il suo V viaggio apostolico Papa Francesco, il 25 novembre 2014, si è recato in visita al Parlamento Europeo e al Consiglio d'Europa.
Si tratta della seconda visita alle Istituzioni Europee di un Pontefice dopo quella di papa Giovanni Paolo II dell'11 ottobre 1988

## Programma del viaggio
In mattinata il Papa è partito dall'aeroporto di Roma/Fiumicino per Strasburgo. Al suo arrivo a Strasburgo è stato accolto privatamente. Subito dopo ha visitato il Parlamento Europeo e il Consiglio d'Europa. Al termine delle due visite il Papa è partito dall'aeroporto di Strasburgo per Roma, dove è arrivato nel primo pomeriggio.

## Reazioni alla visita del Papa
La visita del Papa, e specie il suo discorso al Parlamento Europeo, hanno suscitato delle reazioni positive in tutto il mondo politico europeo e specie negli europarlamentari presenti. Il Papa, al termine del suo lungo ed articolato discorso, è stato ampiamente applaudito. Particolare rilievo è stato dato alle parole del Papa, dove chiedeva all'Europa di "guardare le sue radici" e la definizione di un'Europa "nonna".